# Клинический городок на Девичьем поле
В 1885 году в районе Девичьего поля город выделил участок площадью 18 гектаров для строительства новых университетских клиник медицинского факультета Московского университета. 22 сентября 1887 года состоялась торжественная закладка Клинического городка. В 1897 году Клинический городок был полностью построен и оснащён. Возведены факультетские и госпитальные клиники — терапевтические и хирургические, пропедевтическая, нервных и глазных болезней; здания институтов: анатомо-патологического, судебной медицины, общей патологии, оперативной хирургии, фармакологического и гигиенического; детские заразные бараки. Открыт памятник великому гражданину России, врачу, педагогу Н. И. Пирогову.
В центре Европы создан центр науки, который и по направлениям, и по рангу своих представителей принадлежит одному из лучших, какой только может показать нация… Учитесь у русских.Рудольф Вирхов

## История создания
В 1860—1870 гг. медицинский факультет Московского университета испытывал острую потребность в расширении и модернизации своей учебной и научно-исследовательской базы. На необходимость создания новых клиник для медицинского факультета неоднократно указывали Н. В. Склифосовский, А. Я. Кожевников, И. Н. Новацкий, М. П. Черинов, Л. Л. Левшин. В 1873 предложение профессора И. Н. Новацкого о расширении университетских клиник и перенесении их на новое место было отклонено Советом Московского университета из-за трудностей финансового порядка. Возможность вернуться к этому проекту представилась в начале 1880-х благодаря помощи меценатов. В 1882 в Московский университет поступили обращения от В. А. Морозовой и Е. В. Пасхаловой о пожертвовании крупных сумм на устройство акушерской и психиатрических клиник. Попечитель Московского университета П. А. Капнист поставил перед Московской городской думой вопрос о выделении университету земли под строительство клиник. Московская городская дума удовлетворила просьбу университета об уступке участка земли на Девичьем поле под строительство новых клиник и институтов (1884). Дар города сопровождался условиями: клиники должны быть построены в течение ближайших 5 лет с числом кроватей не менее 600, часть которых должна действовать и в каникулярное время.
Созданная на базе медицинского факультета комиссия под председательством декана факультета Н. В. Склифосовского подготовила к февралю 1886 года план-проект будущего клинического городка, при разработке которого был учтён новейший зарубежный и отечественный опыт устройства подобного рода заведений. Общая стоимость проекта составила около 2 млн. 500 тыс. рублей (денежные средства в размере 2 млн. 150 тыс. рублей были выделены из казначейства, взамен земли и зданий на улице Рождественка, которые были переданы министерству финансов). Торжественная закладка новых клиник и институтов на Девичьем поле состоялась 22 сентября (4 октября) 1887.
В строительстве Городка принимали участие многие архитекторы: Л. К. Коромальди, Р. И. Клейн, А. Ф. Мейснер, М. И. Никифоров, но главная роль в проектировании комплекса принадлежит университетскому архитектору К. М. Быковскому. Помощниками Быковского на проектировании и строительстве клинического городка работали И. П. Машков, С. У. Соловьёв, А. Ф. Мейснер, З. И. Иванов, П. Ф. Красовский, М. М. Черкасов и другие начинающие архитекторы. Каждый профессор-руководитель клиники или института представил Быковскому подробную записку, содержащую указания «тех детальных сторон проекта, которые, не подчиняясь общим принципам и правилам, составляют особенность каждого отдельного учреждения и соответствуют его специальным потребностям». В палатах клиник на одну койку приходилось около 10 м² площади.
В 1887 году построена психиатрическая клиника .
В 1889 году построены:
- акушерская клиника ➤,
- гинекологическая клиника ➤.

В 1890 году в Клиническом городке были построены и оборудованы:
- факультетская терапевтическая клиника ➤,
- факультетская хирургическая клиника ➤,
- клиника нервных болезней ➤,
- пропедевтическая терапевтическая клиника ➤.

В 1890 году в были построены первые научные институты, деятельность которых была тесно связана с преподаванием на соответствующих кафедрах медицинского факультета:
- фармакологический ➤,
- гигиенический ➤,
- общей патологии ➤,
- фармацевтический ➤.

В 1891 году открылись две госпитальные клиники (хирургическая и терапевтическая) .
В 1891 году на средства, завещанные братом В. А. Морозовой — М. А. Хлудовым, была выстроена и передана университету детская клиника .
В 1891 году в построенном здании Патологоанатомической клиники были оборудованы и введены в действие:
- Институт судебной медицины ➤,
- Институт патологической анатомии ➤,
- Институт топографической анатомии и оперативной хирургии ➤.

В 1892 году при Нервнопатологической клинике, на средства, пожертвованные профессором А. Я. Кожевниковым был открыт Неврологический музей, ставший важным инструментом в деле подготовки специалистов-медиков этого направления.
В 1895 году построена клиника кожных заболеваний .
В 1896 году в составе университетского клинического комплекса начала функционировать общая клиническая амбулатория .
В 1897 году было завершено строительство главного храма  Клинического городка Московского университета на Девичьем поле.
В общей сложности к началу XX века медицинский факультет Московского университета насчитывал 13 клиник и 12 институтов. Клинический городок, созданный Московским университетом на Девичьем поле, стал базой для проведения научных исследований в различных областях медицины, повышения уровня и организации практических занятий со студентами, что способствовало улучшению медицинского обслуживания населения. С открытием новых клиник и институтов при медицинском факультете возникли новые научные общества: Акушерско-гинекологическое общество (1887), Русское офтальмологическое общество (1889), Московское общество невропатологов и психиатров (1890), Московское венерологическое и дерматологическое общество (1891), Московское общество детских врачей и Московское гигиеническое общество (1892), Московское терапевтическое общество (1895).
Некоторое время и гулянья, и клиники уживались на Девичьем поле. Но шум и пыль, не способствовавшие хорошему самочувствию больных, вынудили врачей просить о прекращении гуляний, что и было сделано в 1911 году.
В 1930 году медицинский факультет МГУ был преобразован в 1-й Медицинский институт, в дальнейшем получивший имя И. М. Сеченова, разместившийся в зданиях Клинического городка.

### План Клинического городка на Девичьем поле
Условные обозначения к плану:

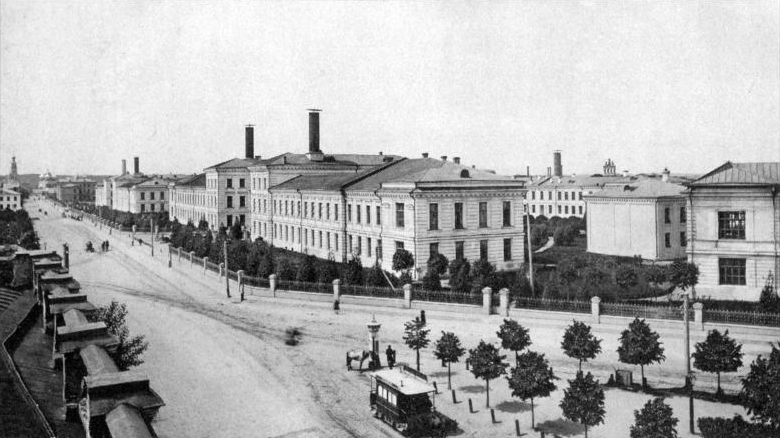
Клинический городок (вид с Большой Царицынской улицы)

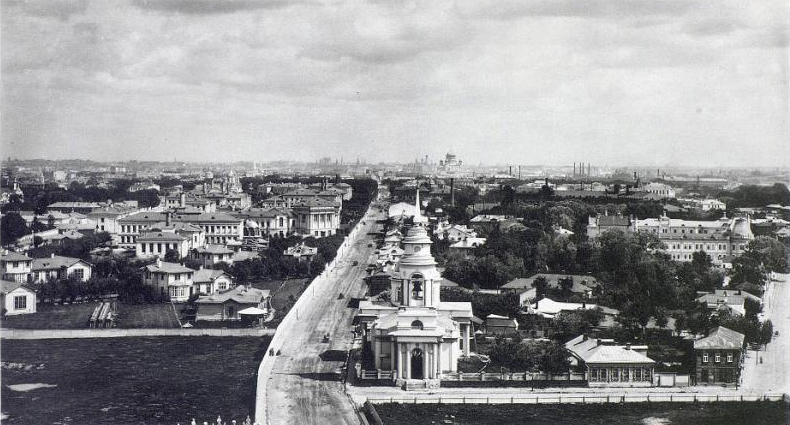
Клинический городок (вид с колокольни Новодевичьего монастыря)

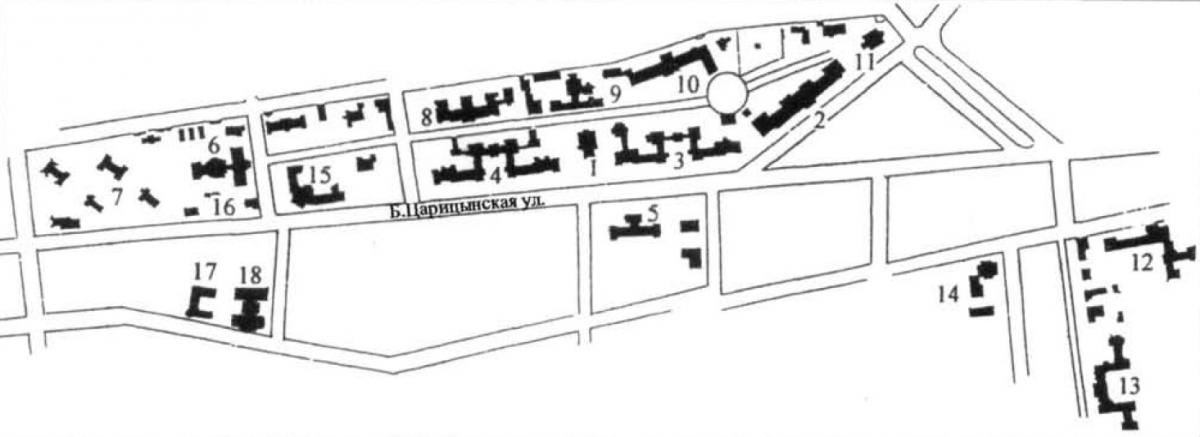
Схема размещения медицинских учреждений Клинического городка на Девичьем поле (1900)

1. Общеклиническая амбулатория ➤
2. Клиники акушерская и гинекологическая ➤
3. Факультетские клиники (хирургическая и терапевтическая) ➤
4. Госпитальные клиники (хирургическая и терапевтическая) ➤
5. Клиника детских болезней ➤
6. Здание институтов патологической анатомии, судебной медицины, топографической анатомии и оперативной хирургии ➤
7. Помещения для инфекционных больных
8. Клиники глазная и пропедевтическая ➤
9. Кухонный корпус ➤
10. Здание институтов фармакологии, гигиены и общей патологии ➤
11. Храм Архангела Михаила ➤
12. Клиника нервных болезней ➤
13. Психиатрическая клиника ➤
14. Клиника болезней уха, горла и носа ➤
15. Клиника кожных болезней ➤
16. Храм Преподобного Дмитрия Прилуцкого
17. Институт злокачественных опухолей ➤
18. Общежитие для студентов медицинского факультета ➤

### Психиатрическая клиника на Девичьем поле

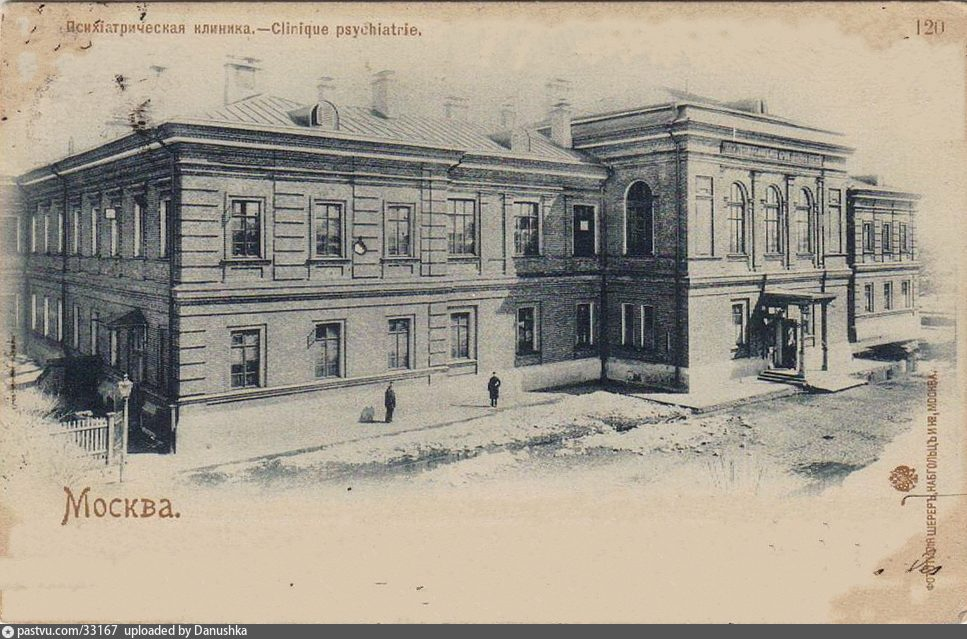
Морозовская клиника душевных болезней (1887)

В 1887 году первой в комплексе Клинического городка была введена в действие Морозовская клиника душевных болезней, построенная на средства под здания и участок, предоставленные В. А. Морозовой, посвятившей клинику памяти мужа — А. А. Морозова, скончавшегося в частной психиатрической лечебнице.
Комплекс клиники состоит из трёх зданий. Палаты пациентов, учитывая специфику заведения, размещены в боковых корпусах, а входная зона и межэтажная лестница — в центральной части. По бокам входной зоны располагались помещения для профессоров и занятий студентов, включая клиническую библиотеку. В стенах клиники была оборудована большая аудитория на 220 человек, где читали лекции С. С. Корсаков, Г. А. Кожевников, В. П. Сербский, имелись большая библиотека и музей.
После завершения строительства клиники на том же участке архитектор приступил к строительству комплекса Клиники нервных болезней с учебным музеем (1890) и приютом (1891).

### Акушерская клиника на Девичьем поле

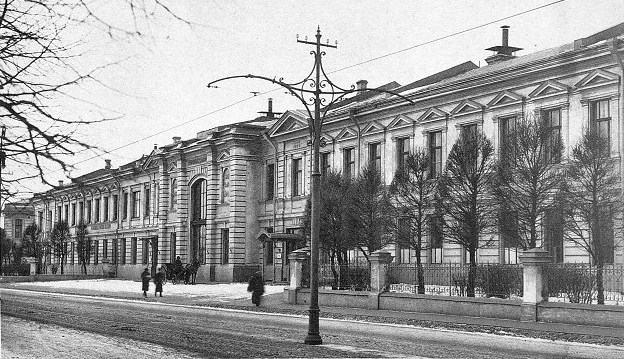
Здание акушерской и гинекологических клиник на Девичьем поле (1889)

В 1889 году построена акушерская клиника (на 40 кроватей). Капитал на постройку был предоставлен Е. В. Пасхаловой. Здание клиники проектировал архитектор К. М. Быковский. Акушерскую клинику возглавил профессор А. П. Матвеев.
Двухэтажное каменное здание акушерской клиники с подвальным этажом и антресолями составляла часть здания, вмещающего также гинекологическую клинику и общую для обеих клиник аудиторию и было выполнено в едином объёме: с выступающим по центру порталом и двумя единообразно декорированными крыльями. В центральной части корпуса акушерства и гинекологии разместили учебное отделение с классами и аудиторией, а также профессорско-преподавательский кабинет.
При проектировании и строительстве этого здания учитывался так называемый принцип разделения потоков, разводивший по разным входам посетителей и местных рожениц. Таким образом, вход для последних оборудовали в главном фасаде, а их палаты разместили на солнечной стороне. Кроме этого, операционные комнаты, залы для приёма родов и послеродовые палаты устроили по соседству, с возможностью их полной изоляции на случай карантина, а подсобные и хозяйственные помещения спроектировали отдельно, чтобы исключить шум, запахи и прочие неудобство от них для постояльцев.
Здание полностью электрифицировали. Из инженерных систем здесь имелись водопровод с холодной и горячей водой, а также система вентиляции. В операционном зале смонтировали оригинальный подвесной амфитеатр, с которого за ходом операции могло наблюдать 70 человек.
Торжественное открытие гинекологической и акушерской клиник на Девичьем поле пришлось на весну 1889 года. Первоначально клинике было присвоено имя меценатки — Е. В. Пасхаловой.

### Гинекологическая клиника на Девичьем поле

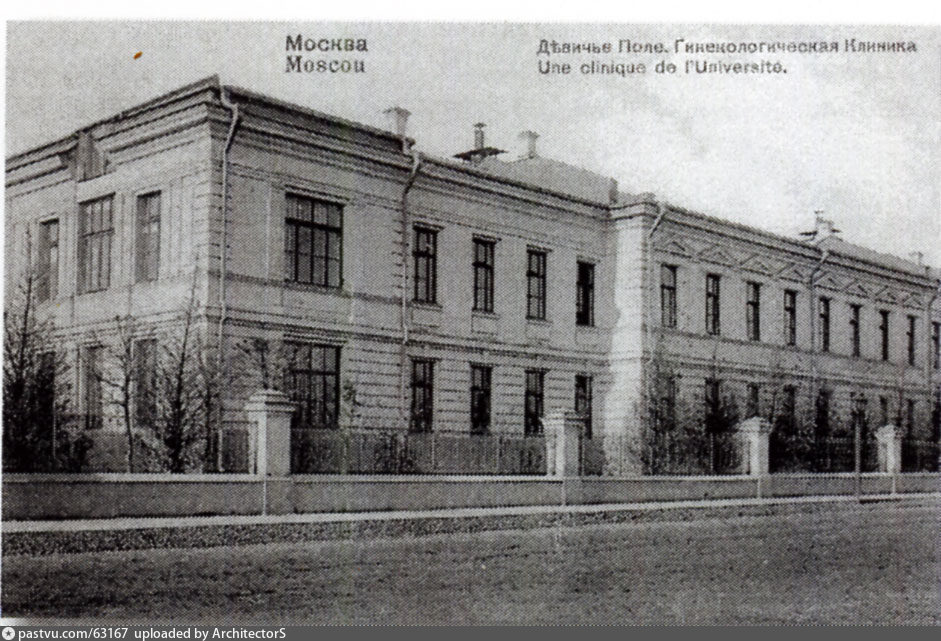
Гинекологическая клиника на Девичьем поле (1889)

Гинекологическая клиника (на 40 кроватей) была построена на средства Т. С. Морозова. Здание клиники проектировал архитектор К. М. Быковский. Клинику возглавил профессор В. Ф. Снегирёв.
Двухэтажное каменное здание гинекологической клиники с подвальным этажом и антресолями составляла часть здания, вмещающего также акушерскую клинику и общую для обеих клиник аудиторию и было выполнено в едином объёме: с выступающим по центру порталом и двумя единообразно декорированными крыльями. В центральной части корпуса акушерства и гинекологии разместили учебное отделение с классами и аудиторией, а также профессорско-преподавательский кабинет.
При проектировании и строительстве этого здания учитывался так называемый принцип разделения потоков, разводивший по разным входам посетителей и пациентов. Таким образом, вход для последних оборудовали в главном фасаде, а их палаты разместили на солнечной стороне. Кроме этого, операционные и просмотровые комнаты и больничные палаты устроили по соседству, с возможностью их полной изоляции на случай карантина, а подсобные и хозяйственные помещения спроектировали отдельно, чтобы исключить шум, запахи и прочие неудобство от них для постояльцев.
Здание полностью электрифицировали. Из инженерных систем здесь имелись водопровод с холодной и горячей водой, а также система вентиляции. В операционном зале смонтировали оригинальный подвесной амфитеатр, с которого за ходом операции могло наблюдать 70 человек.
Торжественное открытие гинекологической и акушерской клиник на Девичьем поле пришлось на весну 1889 года. Первоначально клинике было присвоено имя мецената — имени мануфактур-советника Т. С. Морозова.

### Факультетские клиники на Девичьем поле

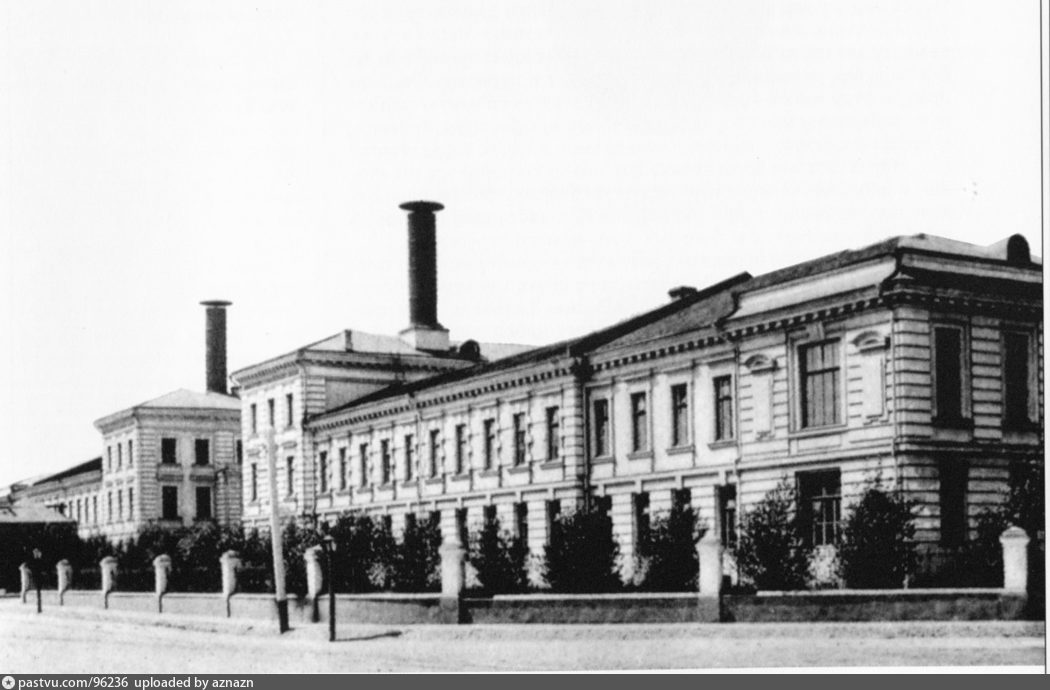
Здание Факультетских клиник на Девичьем поле (1890)

Факультетские клиники (хирургическая и терапевтическая) разместились в одном из основных зданий комплекса клинического городка. Здание клиник было построено на государственные средства. Оно было заложено 22 сентября 1887 г., открытие состоялось в 1890 году. Здание было построено по проекту архитектора К. М. Быковского. Фасад здания Факультетских клиник, как и большая часть зданий комплекса, выполнены с использованием мотивов итальянского Ренессанса. Здание Факультетской клиники, расположенное по Большой Пироговской улице, составляет единый ансамбль со зданием Госпитальных клиник, находящимся чуть дальше. Фасады зданий Факультетских и Госпитальных клиник почти одинаковы и симметричны. Располагаясь по обе стороны от здания общеклинической амбулатории. Однако здание Факультетских клиник в плане выглядит проще, чем Госпитальных. Факультетские клиники отличалась от Госпитальных тем, что здесь учились студенты младших курсов.
Здания двух клиник объединены небольшим одноэтажным административным корпусом, вход в который оформлен колонным портиком, увенчанным фронтоном. Факультетская хирургическая клиника была расположена в корпусе, находящемся слева относительно административного, терапевтическая — в корпусе, находящемся справа.
Директором терапевтической клиники до 1896 года был профессор Г. А. Захарьин.
Первым руководителем хирургической клиники стал Н. В. Склифосовский. В 1893 году в связи с переводом Склифосовского в Санкт-Петербург, его преемником на кафедре и в клинике стал хирург, клиницист А. А. Бобров, который подчинил весь уклад работы клиники преподаванию. Большинство операций производилось в специальной аудитории-операционной. Кроме аудитории была так называемая малая операционная — лапаротомная. К концу 1898 года по инициативе Боброва было выстроено и хорошо оборудовано новое здание амбулатории, соединенное коридором со зданием клиники. В амбулатории были организованы аудитория, операционная для приходящих больных, лаборатория, зубоврачебный и массажный кабинеты. Бобров создал при клинике библиотеку и музей, которым уделял очень много внимания, собрал большую коллекцию препаратов, рисунков, фотографий. Уже через год после открытия рентгеновых лучей им был организован в клинике первый в России рентгеновский кабинет.

### Госпитальные клиники на Девичьем поле

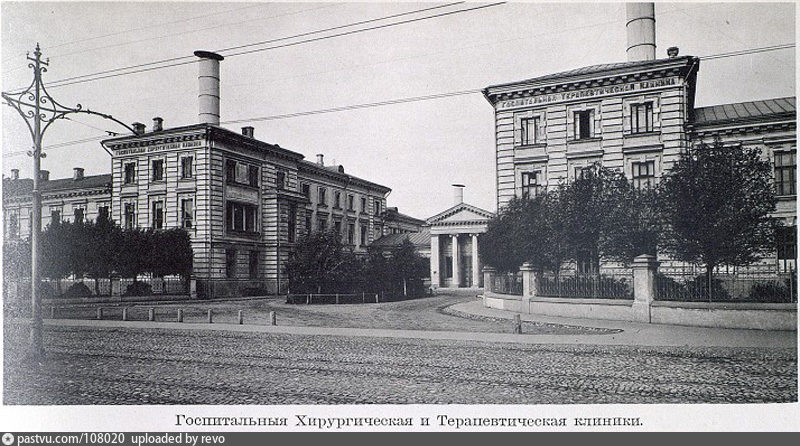
Госпитальные хирургическая и терапевтическая клиники на Девичьем поле (1891)

В 1891 году в Клиническом городке открылись две госпитальные клиники (хирургическая и терапевтическая). Обе клиники по 80 кроватей. Здание было построено по проекту архитектора К. М. Быковского.
Госпитальные клиники (хирургическая и терапевтическая) разместились в одном из основных зданий комплекса клинического городка (слева от здания общей клинической амбулатории и внешне выглядят так же, как и комплекс факультетских клиник; такое разделение потоков студентов и больных в медицинском городке было одним из новаторских методов планирования, примененных главным архитектором К. М. Быковским. Фасад здания Госпитальных клиник, как и большая часть зданий комплекса, выполнены с использованием мотивов итальянского Ренессанса. Здание Госпитальных клиник, расположенное по Большой Пироговской улице, составляет единый ансамбль со зданием Факультетских клиник, расположенных по левую сторону от здания общеклинической лаборатории. Фасады зданий Госпитальных и Факультетских клиник почти одинаковы и симметричны. Располагаясь по обе стороны от здания амбулатории. Однако здание Факультетских клиник в плане выглядит проще, чем Госпитальных. Факультетские клиники отличалась от Госпитальных тем, что здесь учились студенты младших курсов.
Здания двух клиник объединены небольшим одноэтажным административным корпусом, вход в который оформлен колонным портиком, увенчанным фронтоном. Факультетская хирургическая клиника была расположена в корпусе, находящемся слева относительно административного, терапевтическая — в корпусе, находящемся справа.

### Кухонный корпус Клинического городка

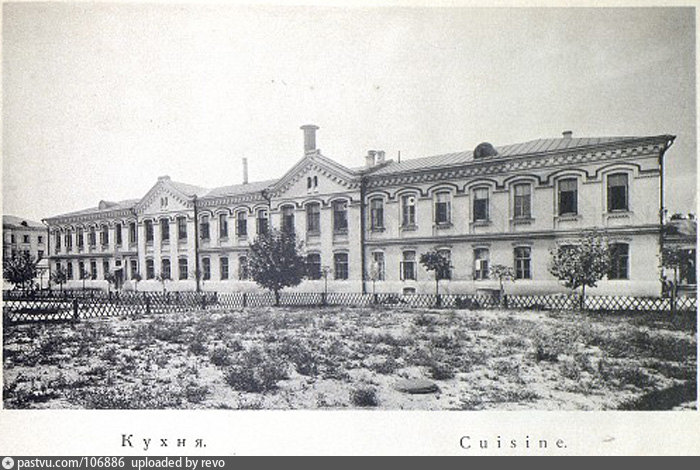
Кухонный корпус Клинического городка Московского университета на Девичьем поле (1897)

Служебный миникомплекс располагается на второй линии построек и ориентирован главными фасадами на внутреннюю продольную улицу основного комплекса, получившую название «Аллея жизни».
С Большой Пироговской улицы он просматривается за Госпитальной клиникой. Комплекс служебных построек изначально имел чисто функциональное назначение, он включал в себя пищеблок, гараж, водонапорную башню и электростанцию. Для 1890 года это был современный хозяйственный блок, оборудованный новинками и технически оснащенный.
По своему архитектурному решению служебный миникомплекс представлял собой модель русской средневековой усадьбы или городского квартала. В его организации архитектором были использованы те же принципы, что и в организации Клинического городка в целом — варьирование размеров и высоты зданий, конфигураций планов, в целом представлявшее собой единое разнообразие.
При строительстве «Кухонного корпуса» К. М. Быковский использовал элементы входившего в моду древнерусского искусства. Строгое на первый взгляд двухэтажное здание выглядит нарядным из-за наличия широких щипцов (фронтонов), а также больших окон, которые архитектор стилизовал под аркады гульбищ XVI—XVII вв. За зданием «Кухонного корпуса» проглядывает водонапорная башня. Её хорошо видно с расположенной рядом Погодинской улицей. Архитектор задумал её в виде ренессансной кампанеллы — замковой башни XIV—XV вв.

### Институты фармакологии, гигиены и общей патологии на Девичьем поле

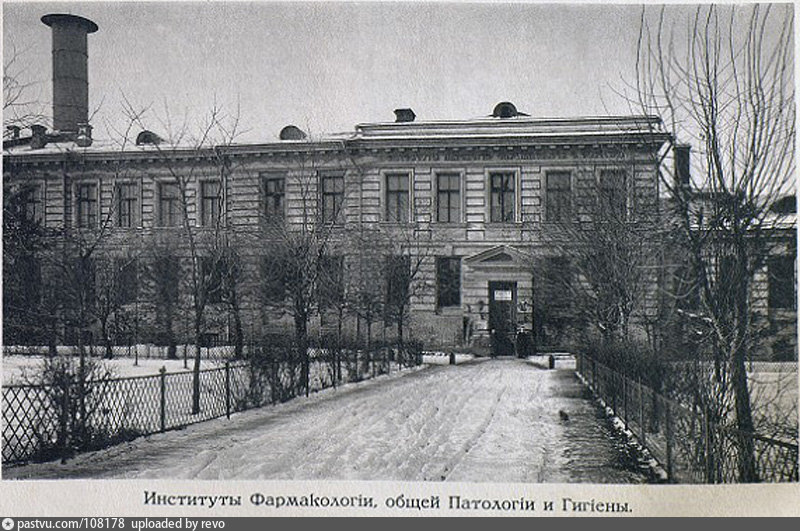
Здание институтов фармакологии, гигиены и общей патологии (около 1900)

В 1890 году в было выстроено и оборудовано здание в котором разместились первые научные институты, деятельность которых была тесно связана с преподаванием на соответствующих кафедрах медицинского факультета:
- Фармакологический институт, заведующим которого стал профессор С. И. Чирвинский.
- Гигиенический институт. Заведующие — профессора Ф. Ф. Эрисман, С. С. Орлов.
- Институт общей патологии. Заведующий — профессор А. Б. Фохт.
- Фармацевтический институт. Заведующий — В. А. Тихомиров.

### Клиника нервных болезней на Девичьем поле

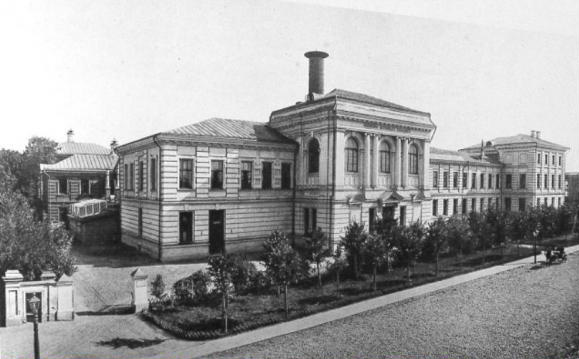
Клиника нервных болезней на Девичьем поле (1890)

Клиника нервных болезней была построена в 1890 году на средства казны по проекту К. М. Быковского на том же обширном участке земли, что был подарен В. А. Морозовой Московскому университету и на котором была построена Психиатрическая клиника им. А. А. Морозова.
Клиника нервных болезней на Девичьем поле была открыта 11 октября 1890 года и, как и её соседка — психиатрическая клиника, стала образцом передового лечебного учреждения европейского уровня. Клиника имела все, что требовалось для полноценной педагогической, лечебной и научной работы, она была снабжена первоклассным оборудованием. Новая клиника включала в себя два отделения — мужское и женское, — рассчитанные на 44 кровати и занимавшие правую, большую, часть здания; в левой части здания на первом этаже были размещены вестибюль, контора, амбулатория, электролечебное, гидротерапевтическое отделение и фотографический павильон, на втором этаже находились лекционная аудитория на 250 мест, студенческие классы, лаборатория, кабинет директора.
Через год после открытия клиники, в 1891 году, В. А. Морозова пожертвовала средства на пристройку к клинике приюта для больных неврологическими заболеваниями. К больнице был пристроен особый корпус, соединенный с ней переходом. Приют был рассчитан на 30 хронических больных, он выполнял как благотворительную, так и образовательную функцию, что было важно для педагогического процесса и исследовательской работы. Таким образом, в 1891 году клиника была расширена до 74 коек и стала одной из самых больших в Европе.
Со дня открытия клиникой нервных болезней, руководил профессор А. Я. Кожевников. В 1892 году на свои средства Кожевников создал в клинике нервных болезней Неврологический музей Московского университета. Музей включил в себя личную коллекцию Кожевникова и подаренные его коллегами и учениками различные экспонаты и материалы. Мечту Кожевникова о создании на основе комплекса Неврологического института воплотили в жизнь его ученики и преемники — В. К. Рот и В. А. Муратов. В 1909—1911 годах институт был создан и включил в себя музей, библиотеку, препаровочную, несколько лабораторий и антропологический кабинет.

### Клиника детских болезней на Девичьем поле

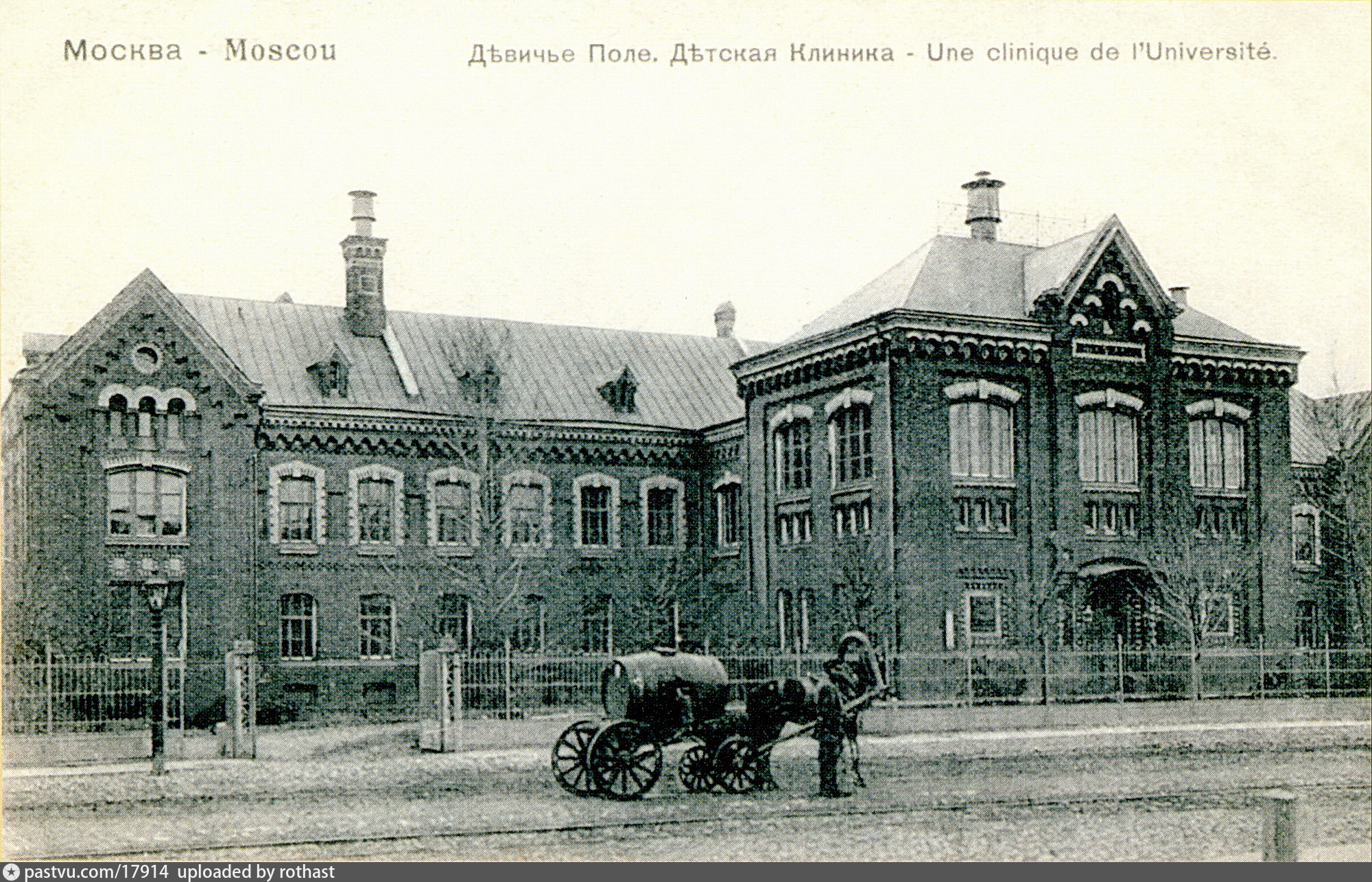
Клиника детских болезней на Девичьем поле (1891)

Здание клиники детских болезней имени Хлудова было построено в 1891 году по проекту архитектора К. М. Быковского на пожертвования родного брата В. А. Морозовой — Михаила Алексеевича Хлудова. Первоначально она должна была занять место в клиническом городке на противоположной стороне улицы, но значительная сумма пожертвования сделала возможным строительство более вместительного здания. При детской больнице были построены бараки для больных. Всего было 4 барака (общей сложностью на 32 койки) — скарлатинозный, коревой, дифтерийный и для больных оспой. В разработке проекта клиники принимал активное участие профессор Н. А. Тольский, не доживший трёх месяцев до открытия клиники. Первым заведующим детской клиники стал К. М. Павлинов, а затем Н. Ф. Филатов.
Здание больницы отличается от стиля клиник, входящих в Клинический городок. Это большое краснокирпичное строение с белокаменными деталями, выполненное в формах стилизации русской архитектуры. Интерьеры клиники сохранились до сих пор. В уставе больницы было прописано, что приём больных осуществляется по документам и регистрации, но в случае тяжких больных дети принимались без паспортов, «по одним заявлениям полиции». Для заразных больных была предусмотрена отдельная палата. До революции 1917 г. детская больница носила имя своего неординарного жертвователя — М. А. Хлудова.

### Глазная и пропедевтическая клиника на Девичьем поле

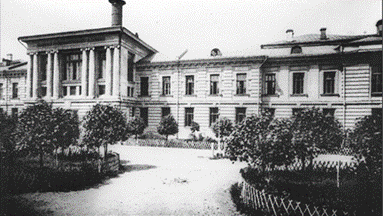
Глазная и пропедевтическая клиника на Девичьем поле

В 1891 году закончилось строительство здания глазной и пропедевтической клиник.
4 ноября 1892 года была открыта Глазная клиника. Заведующим кафедрой и глазной клиникой был назначен профессор А. Н. Маклаков. Клиника помещалась в одном здании с клиникой пропедевтики внутренних болезней, занимая правую половину двухэтажного дома, и была рассчитана на 34 койки; имелось 2 отделения, операционная, амбулатория. В левом крыле здания находились библиотека, 3 лаборатории (клиническая, бактериологическая и фотографическая), кабинеты профессора и ассистента. После смерти Маклакова в 1895 году руководство кафедрой и клиникой перешло к профессору А. А. Крюкову.
В Пропедевтической клинике, занявшей левую половину здания, было 3 палаты: одна палата на 8 кроватей, одна — на 3, одна палата на 1 кровать; а также отделение на 8 кроватей с изоляционной комнатой. По сторонам внутреннего коридора — зал для студенческих занятий. На первом этаже — помещения для занятий докторов, кабинета профессора и отделения культивировки бактерий. Штаты: 1 лаборант, 2 ординатора, 1 фельдшер, 12 сиделок.
С момента открытия до 1902 года Пропедевтической клиникой руководил М. П. Черинов. С 1902 года клиникой заведовал Н. С. Кишкин — его ученик и преемник.

### Клиника кожных и венерических болезней на Девичьем поле

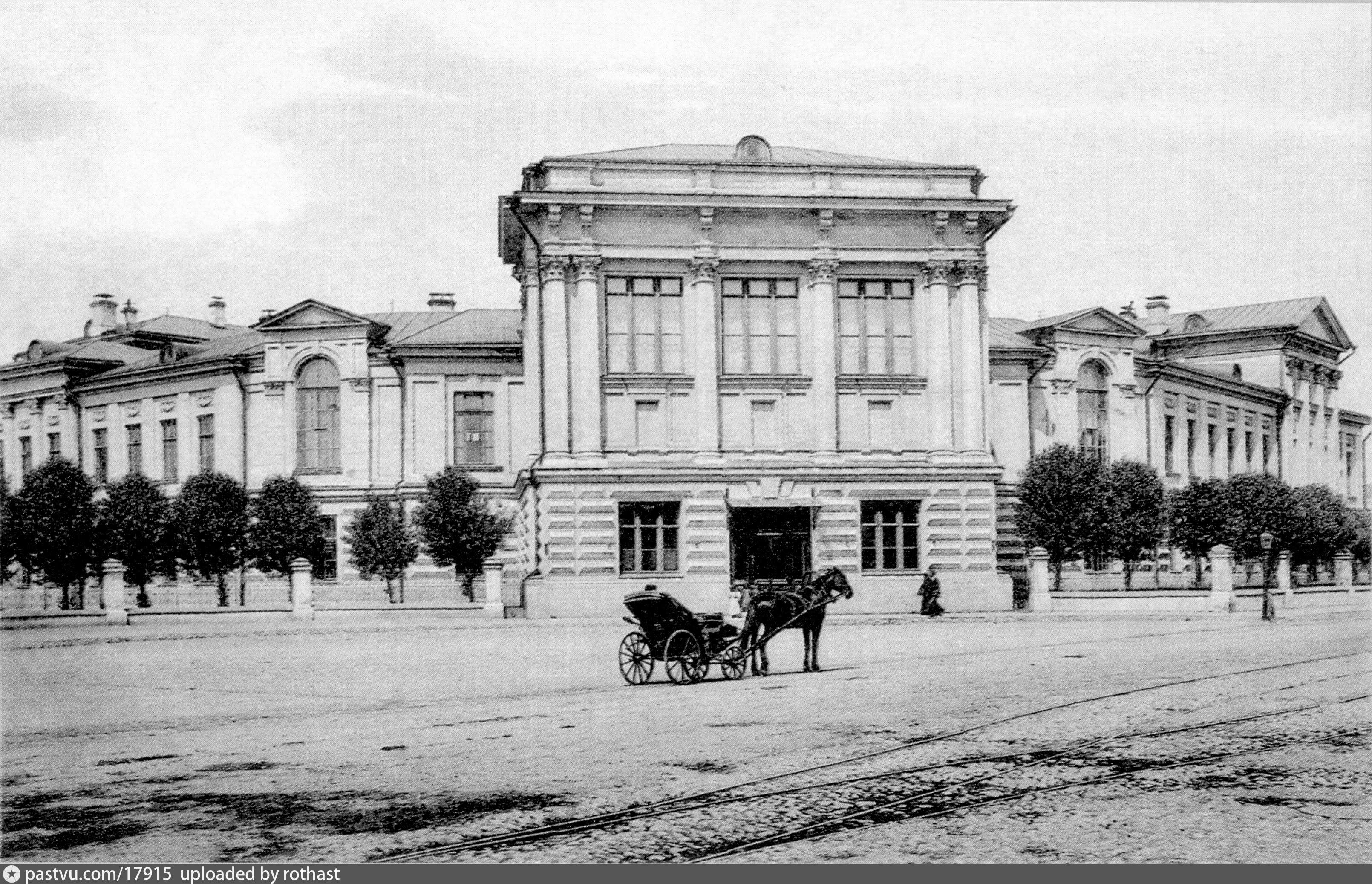
Клиника кожных и венерических болезней на Девичьем поле (1895)

В феврале 1895 г. на Девичьем поле открылась Клиника кожных и венерических болезней (на 60 коек), которая была построена на средства Г. Г. Солодовникова. Она входила в состав клинического городка Московского университета и была оборудована по последнему слову науки и техники. Меккой российской дерматологии называли её современники. Для её оснащения много сделал создатель московской дерматологической школы А. И. Поспелов. Это было одно из первых в России специальных медицинских учреждений, в которых изучали и лечили кожные и венерические заболевания.
Клиника представляет собой двухэтажное здание с входным вестибюлем, разделяющим её на две половины, одна из которых выходит фасадом на Большую Пироговскую улицу, другая же обращена в сторону Новодевичьего монастыря

### Клиника ушных и горловых болезней имени Базановой

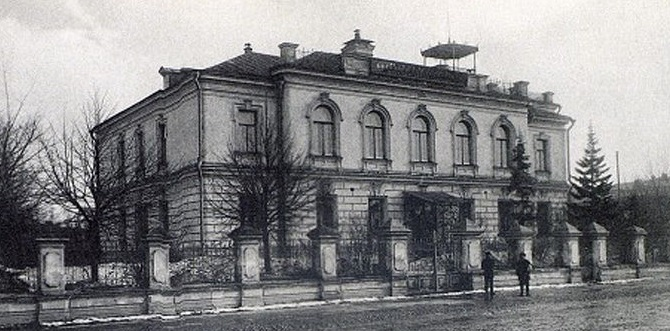
Клиника ушных и горловых болезней имени Базановой (1896)

Закладка здания клиники на приобретённой потомственной почётной гражданкой Ю. И. Базановой земле, расположенной неподалёку от участка, выделенного университету городом на Девичьем поле, произошла 12 мая 1894 года в 11 часов утра. При этом присутствовали: Юлия Ивановна Базанова с семейством, исправляющий должность попечителя Московского учебного округа К. И. Садоков, ректор Московского университета профессор П. А. Некрасов и профессора: А. Я. Кожевников, Л. Л. Левшин, Ф. И. Синицын, И. М. Сеченов, Н. Ф. Филатов, И. И. Нейдинг, Л. 3. Мороховец, А. Н. Маклаков, С. С. Корсаков, ассистенты и ординаторы некоторых клиник, врачи и многие приглашенные лица.
Обычной практикой при открытии медицинских заведений в районе Девичьего поля было назначение консультантов из числа профильных специалистов-медиков. Таковым в данном случае стал молодой ученый С. Ф. Штейн, который и предоставил на рассмотрение Базановой несколько проектов здания клиники, из которых она самолично и выбрала наиболее дорогой, отвечавший всем тогдашним требованиям к подобным учреждениям. Базанова выделила на строительство и оснащение клиники полтора миллиона рублей.
Клиника возводилась по проекту и под руководством архитектора-строителя Густава Льва Ксавериевича Коромальди. Работы производились известным подрядчиком Александром Алексеевичем Пантелеевым. Уже весной 1895 года приступили к внутренней отделке. В этом же году был выстроен каменный сарай с помещением для паровой машины и для двух ледников. Всю зиму 1895 и 1896 годов «работали над внутренними сложными приспособлениями, необходимыми для клинического преподавания и для успешной разработки научных вопросов». Базанова выписала из-за границы самую современную аппаратуру, которой в том числе был оборудован кабинет аудиодиагностики, сравнительной и патологической анатомии. Клиника была полностью готова к работе. Когда несколько лет спустя профессор фон Штейн выступал на одной из европейских медицинских конференций, то всеобщему восхищению его заведением, оснащенностью, открывающем перспективы для научных исследований, не было предела. Она была признана лучшей в Европе.
В 1896 году здание Клиники болезней уха, горла, носа было передано в собственность университета. Это была первая специализированная клиника такого профиля в Москве.
Первым директором клиники болезней уха, горла и носа стал С. Ф. Штейн, который руководил ей до 1914 года. Оставил клинику в связи с внесением в Устав клиники пункта о выборности должности директора; Штейн по причине антинемецких настроений в России не был избран.
Работу скульптора Р. Р. Баха, бюст Ю. И. Базановой, установленный когда-то в Клинике болезней уха, носа и горла Императорского Московского университета, нашли уже в наше время, в земле, при расчистке территории дома. Надпись на бюсте гласит: «За величайший дар и за бескорыстную деятельность на пользу старейшего русского университета, как назидательный пример потомству, в знак глубочайшей признательности. Совет Императорского Московского университета, 8 мая 1896 год».
В разное время руководителями были: С. Ф. Штейн, А. Ф. Иванов, А. Г. Лихачев, Н. А. Преображенский, Ю. М. Овчинников, А. С. Лопатин.

### Гинекологический институт для врачей

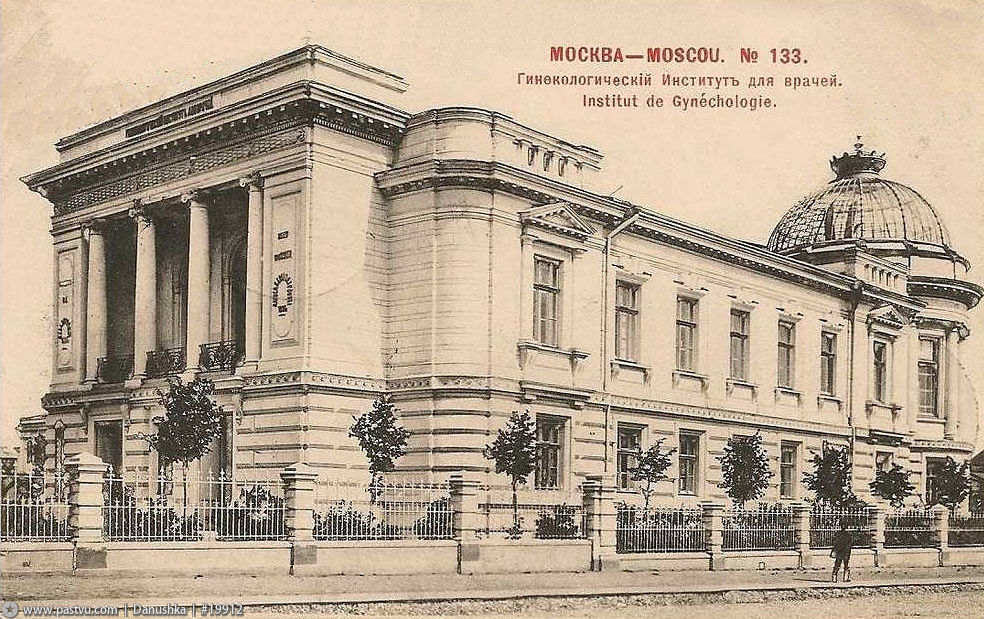
Гинекологический институт для врачей имени А. П. Шелапутиной (1896)

В 1896 на Девичьем поле был открыт Гинекологический институт для врачей, потребность в котором медицинский факультет испытывал уже давно. Устройством института университет обязан крупному текстильному фабриканту и известному в Москве благотворителю на нужды образования и просвещения П. Г. Шелапутину. На базе института были организованы курсы для врачей, прежде всего иногородних и земских. Дефицит расходов института покрывался ежегодно самим меценатом, ставшим пожизненно почётным членом Попечительского совета института. Из 24 кроватей, устроенных в институте, 12 содержались за его счёт. Первым директором Гинекологического института для врачей им. А. П. Шелапутиной в течение 20 лет состоял В. Ф. Снегирёв, также делавший крупные вклады на нужды института: в 1913 году он подарил 1200 сочинений по медицине в его библиотеку, а в 1915 пожертвовал капитал на расширение здания института.
Архитектором здания был Р. И. Клейн. Здание имеет «Г»-образную форму. На Большую Пироговскую улицу здание Института выходит глубоким балконом, украшенным четырьмя лёгкими колоннами и ажурной оградой. От трассы Институт отделяет палисадник. Угол Института гинекологии, оформляющий пересечение улицы Россолимо и Олсуфьевского переулка, венчает стеклянный купол. Другое крыло здания выходит на красную линию улицы ризалитом, привлекающим внимание огромными окнами первого и второго этажа. Само здание было хорошо продуманным проектом, предназначенным именно для обучения специалистов-медиков.

### Церковь Михаила Архангела при клиниках

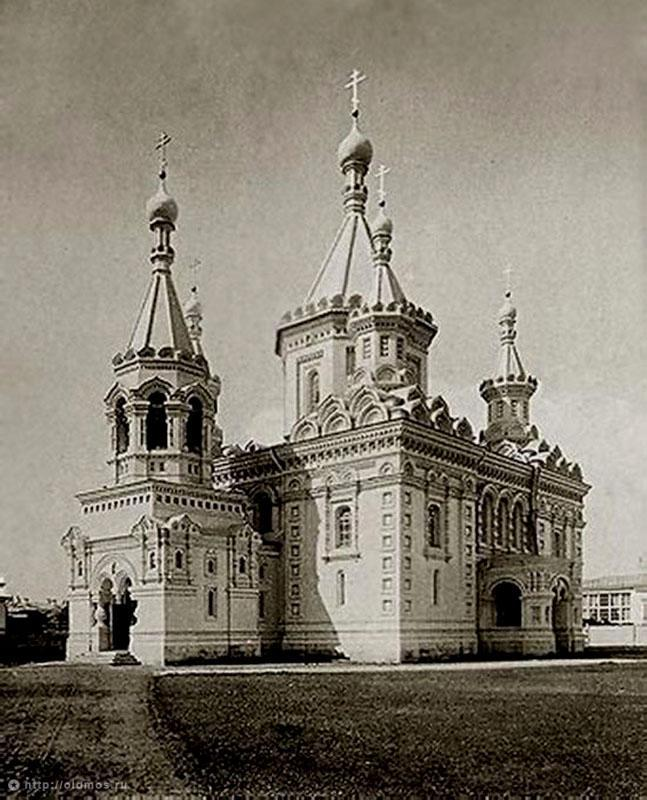
Церковь Архангела Михаила при клиниках (1897)

Большая пятишатровая церковь была построена архитекторами А. Ф. Мейснером и А. А. Никифоровым в 1897 году, как главный храм Клинического городка Московского университета на Девичьем поле. Храм стоит на стрелке улиц Погодинской и Еланского. Он как бы начинает собой Аллею жизни — трассу, образованную двумя рядами построек Клинического городка.
Дарителем храма был заслуженный профессор университета А. М. Макеев, возглавлявший Акушерскую клинику. Макеев был человеком глубоко верующим. Он задумал устроить больничную церковь во имя архангела Михаила — небесного покровителя своего брата. Кроме единовременного пожертвования на проект и строительство, он финансировал её обустройство и содержание. В ходе строительства на храм поступило ещё одно пожертвование, по завещанию сотрудницы акушерской клиники Е. В. Соловьевой.
Освящением церкви официально завершилось строительство клинического городка. Церковь стала домовой для всех клиник на Девичьем поле, а прихожанами её были врачи, обслуживающий персонал, больные и студенты. В храме часто крестили младенцев, рождавшихся в Акушерской клинике.
Больничный храм находился в собственности университета и был одним из лучших в Москве.
В 1911 году были устроены приделы Александра Невского и Екатерины мученицы, в честь главного жертвователя храма и его сестры.
Во время Первой мировой войны клинический городок был обращен в госпиталь, и священники церкви окормляли множество лечившихся здесь раненых воинов. Так продолжалось до революции 1917 года.

### Общеклиническая амбулатория на Девичьем поле

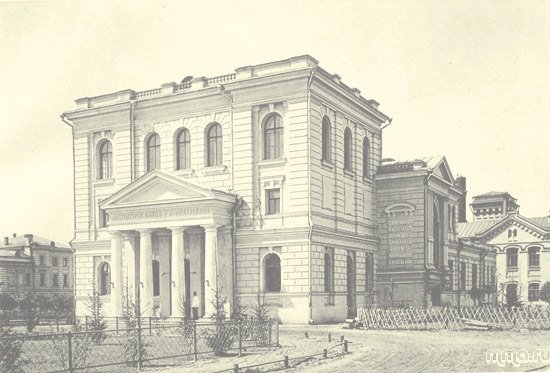
Общеклиническая амбулатория на Девичьем поле (1897)

В 1897 году в Клиническом городке была построена Общеклиническая амбулатория на деньги (70 тыс. рублей) по завещанию В. А. Алексеевой. Клиника носила имя Алексеевых.
Основателем и первым директором амбулатории был профессор В. Д. Шервинский — один из основоположников российской эндокринологии. Изначально клиника должна была заниматься изучением и лечением внутренних болезней, но так же в ней разрешался приём и амбулаторное лечение больных.
Архитектором здания был И. П. Залесский. Судя по сохранившимся чертежам, он планировал здание помпезное, пышно украшенное деталями. Однако вмешался К. М. Быковский, который проектировал весь клинический городок. Пышное здание не гармонировало бы с другими клиниками, поэтому был утвержден более простой проект, с четырьмя колонами по фасаду. Здание Амбулатории заняло центральное положение между терапевтическим и хирургическим корпусами.
На первом этаже здания располагалось приёмное отделение, состоящее из пяти небольших кабинетов. На втором этаже профессора университета читали студентам лекции, так же находился кабинет профессора, лаборатория и музей. В амбулатории были также водолечебница, электрокардиографический кабинет и собственная аптека.

### Институт раковых заболеваний

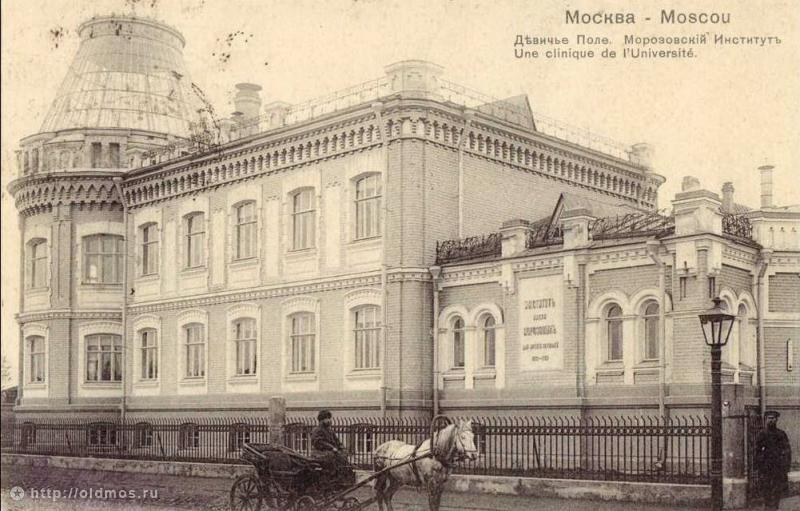
Институт для лечения раковых больных имени Морозовых (1903)

В 1903 по инициативе Л. Л. Левшина на частные пожертвования в составе университетского клинического городка был создан первый в России онкологический центр («лечебница-приют для больных раком»). Основание пожертвований было положено Морозовой и её сыновьями М. А. Морозовым, И. А. Морозовым, А. А. Морозовым, к которым присоединились и другие представители династии (в связи с чем лечебница получила название Института для лечения раковых больных имени Морозовых). Заведующим был назначен приват-доцент В. М. Зыков Архивная копия от 16 февраля 2018 на Wayback Machine.
В пожертвованиях на его оснащение и содержание бесплатных кроватей приняли участие и другие лица и общества: так, Московская городская дума взяла на себя содержание 50 кроватей; архитектор Р. И. Клейн, по проекту которого было построено здание института, внёс 5 тыс. рублей. В институте было образовано Общество для борьбы со злокачественными новообразованиями и помощи страдающим ими. В начале XX века в институте ежегодно проводилось около 100 операций.

### Институт патологической анатомии, судебной медицины, топографической анатомии и оперативной хирургии

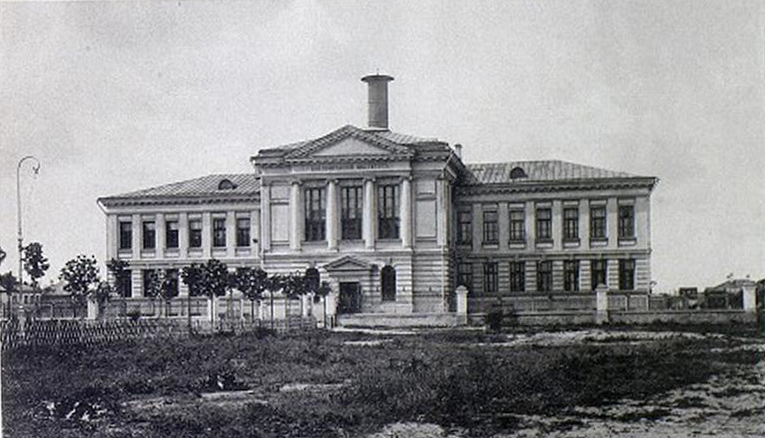
Здание институтов патологической анатомии, судебной медицины, топографической анатомии и оперативной хирургии (1891)

Здание Патологоанатомическая клиники было построено в составе Клинического городка Московского университета в 1891 году. Сразу после окончания строительства здесь начал читать демонстрационно-практический курс патологической анатомии для студентов медицинского факультета Московского университета профессор И. Ф. Клейн, перенеся свои лекции сюда из здания анатомического музея Ново-Екатерининской больницы.
В этом здании были оборудованы и начали работу три института:
- Институт патологической анатомии, заведующим которого был назначен М. Н. Никифоров,
- Институт судебной медицины, заведующим которого был назначен М. И. Райский,
- Институт топографической анатомии и оперативной хирургии, заведующим которого был назначен Р. И. Венгловский Архивная копия от 14 февраля 2018 на Wayback Machine.

### Общежитие студентов-медиков на Девичьем поле

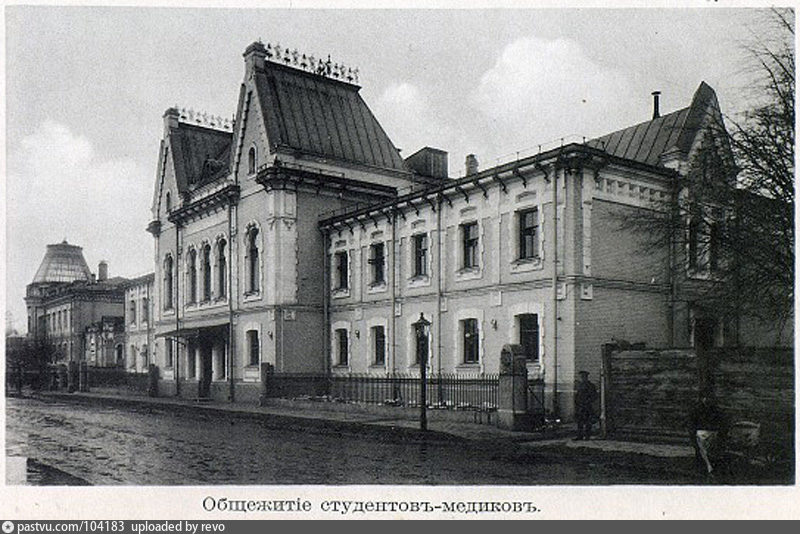
Здание общежития студентов-медиков на Девичьем поле

В сентябре 1899 года торжественно открылось университетское общежитие для студентов медицинского факультета на Девичьем поле, состоявшее из 141 квартиры, которому было присвоено имя генерал-губернатора Москвы, великого князя Сергея Александровича. Общежитие было построено на казённые средства.
Общежитие студентов-медиков осенью 1921 года стало первым столичным пристанищем для М. А. Булгакова и его жены Татьяны Лаппа. Кров начинающему писателю предоставил его друг по Киеву, врач Н. Л. Гладыревский. Булгаков и позднее не раз бывал у Гладыревского в гостях.